# Bermudagrundammer
Die Bermudagrundammer (Pipilo naufragus) ist eine ausgestorbene Singvogelart aus der Gattung der Grundammern (Pipilo) in der Familie der Neuweltammern (Passerellidae). Sie war auf den Bermudainseln endemisch und ist nur von fossilem Knochenmaterial sowie einem Reisebericht aus dem frühen 17. Jahrhundert bekannt. Die nächste rezente verwandte Art ist die Rötelgrundammer (Pipilo erythrophthalmus), die mit vier Unterarten in Kanada und den Vereinigten Staaten vorkommt. Der Holotypus, ein vollständiger Oberkiefer, wurde im November 1967 von David B. Wingate in der Finch Cave, Hamilton Parish, Government Quarry, gesammelt. Insgesamt sind 38 Knochen von mindestens fünf Exemplaren bekannt, die in den spätquartären Ablagerungen des Pleistozäns und des Holozäns in verschiedenen Höhlen gefunden wurden. 

## Etymologie
Das Artepitheton naufragus (für „gestrandet“, „schiffbrüchig“) wird nicht in der klassischen Bedeutung des Begriffs verwendet, sondern ist eine Anspielung auf die „reliktäre und isolierte Verbreitung“ der Bermudagrundammer. Die sehr seltenen Sichtungen der Rötelgrundammer als Irrgast auf den Bermudas deuten darauf hin, dass die Vorfahren der Bermudagrundammer, die die Bermudas vom Festland aus kolonisiert hatten, tatsächlich gestrandet waren. Auch die ersten menschlichen Kolonisten auf den Bermudas, darunter William Strachey, der 1610 einen Vogel beschrieb, der wahrscheinlich diese Art repräsentierte, waren selbst Schiffbrüchige.

## Merkmale
Die Bermudagrundammer ähnelte anatomisch der Rötelgrundammer, unterschied sich von dieser aber durch einen kräftigeren Schnabel, robustere Beine sowie einen reduzierten Flügel- und Brustgürtel, wobei insbesondere das Brustbein kürzer und breiter war und einen viel kleineren Kiel (Carina) aufwies.

William Strachey notierte 1610: 

„Sperlinge fett und plump wie eine Ammer, größer als unsere.“

## Lebensweise
Der Bermudagrundammer war wahrscheinlich ein Bodenbrüter und ging auf dem Boden auf Nahrungssuche. Auch wenn sie nicht komplett flugunfähig war, so war sie doch offenbar nur ein schwacher Flieger und konnte somit auch keine längeren Strecken zurücklegen.

## Aussterben
Nach Ansicht von Olson und Wingate, war die Bermudagrundammer vor der menschlichen Kolonisation der Bermudainseln eine der am längsten überlebenden Sperlingsvogelarten, die je von einer kleinen ozeanischen Insel bekannt geworden sind. Sie existierte in ihrem morphologisch relativ unveränderten Habitus bereits während des Interglazials der marinen Sauerstoff-Isotopenstufe 11 (MIS 11) vor etwa 400.000 Jahren, wo der Meeresspiegelanstieg ein Niveau von 21 m erreichte und die Bermudas auf wenige kleine Inseln reduziert wurden. Diese müssten jedoch ausreichend groß gewesen sein, um einen angemessenen Lebensraum für die Grundammer zu bieten. Die Art müsste sich daher vor diesem katastrophalen Ereignis entwickelt haben, dem fast 500.000 Jahre relative Stabilität vorausgingen, als der Meeresspiegel zwar schwankte, aber immer unter dem Rand der Bermuda-Plattform lag, sodass die Insel über diesen langen Zeitraum viel größer gewesen wäre als heute. Die Bermudagrundammer überlebte alle katastrophalen Meeresspiegelschwankungen, von denen die Bermudas seitdem betroffen waren. Die Ausrottung dieser Art wurde wohl durch Schweine, Ratten, Katzen und Lebenraumvernichtung besiegelt. Schweine waren bereits auf den Bermudas präsent, bevor Strachey 1609 auf die Inseln kam. Ratten und Katzen folgten um 1614. Auch Rodungen trugen zum Niedergang der Bermudagrundammer bei, sodass diese Art wahrscheinlich um 1625 ausgestorben war. 2016 wurde die Bermudagrundammer in die Rote Liste der neuzeitlich ausgestorbenen Vogelarten der IUCN aufgenommen.